# Octopusoverleg
Het Octopusoverleg is een begrip uit de Belgische politiek, anno 2008, niet te verwarren met het Octopusakkoord.

## Toelichting
Onder het 'Octopusoverleg' verstaat men een commissie bestaande uit achttien Belgische politici van verschillende politieke families, die in het voorjaar van 2008 de contouren van de volgende Belgische staatshervorming moest uittekenen. Dit gebeurde onder voorzitterschap van Yves Leterme. De werkzaamheden van deze groep wordt in de pers 'Octopusoverleg' genoemd omdat oorspronkelijk de werkgroep uit acht leden bestond. Alternatief heeft men het ook soms over de 'Groep van Twaalf'.

## Samenstelling van de commissie
- Voorzitter: Yves Leterme, Minister van Institutionele Hervormingen, (CD&V) en co-voorzitter Didier Reynders (MR)
- Leden
  - Herman Van Rompuy (CD&V), Kamervoorzitter
  - Etienne Schouppe (CD&V), partijvoorzitter ad-interim
  - Bart De Wever (N-VA)
  - Magda Aelvoet (Groen!)
  - Bart Somers (Open Vld)
  - Patrik Vankrunkelsven (Open Vld), vast uitgenodigd plaatsvervanger
  - Caroline Gennez (sp.a)
  - Geert Lambert (Spirit), vast uitgenodigd plaatsvervanger
  - Armand De Decker (MR), Senaatsvoorzitter
  - Olivier Maingain (FDF)
  - Elio Di Rupo (PS)
  - Philippe Moureaux (PS)
  - Jean-Claude Marcourt (PS)
  - Joëlle Milquet (cdH)
  - André Antoine (cdH), vast uitgenodigd plaatsvervanger
  - Marcel Cheron (Ecolo)

## Werkzaamheden van de commissie
De commissie startte haar werkzaamheden pas op 15 januari 2008 met een installatievergadering. Een gemengde groep van politici met gezag (oud-premiers, oud-ministers of -voorzitters) en politici met huidige macht (de partijvoorzitters en ministers) leek de ideale samenstelling.
Alle politieke fracties langs beide kanten van de taalgrens waren uitgenodigd. Aangezien Spirit ook een zitje vroeg, werd er gewerkt aan een systeem van plaatsvervangers die toch ook telkens aanwezig mochten zijn.
Parallel aan deze 'Groep van Twaalf' was er een 'Comité van Wijzen' in de maak die de werkzaamheden van de groep ging begeleiden. Dit comité moest de discussie in de goede richting helpen sturen en moest ervoor zorgen dat er geen onmogelijke dingen aan bod kwamen. Mensen met ervaring in communautaire onderhandelingen zoals Jean-Luc Dehaene en premier Guy Verhofstadt gingen daar deel van uitmaken.
De voorzitter en covoorzitter zouden regelmatig overleg plegen met de gewest- en gemeenschapsregeringen.